# Rubensstraße 12 (München)

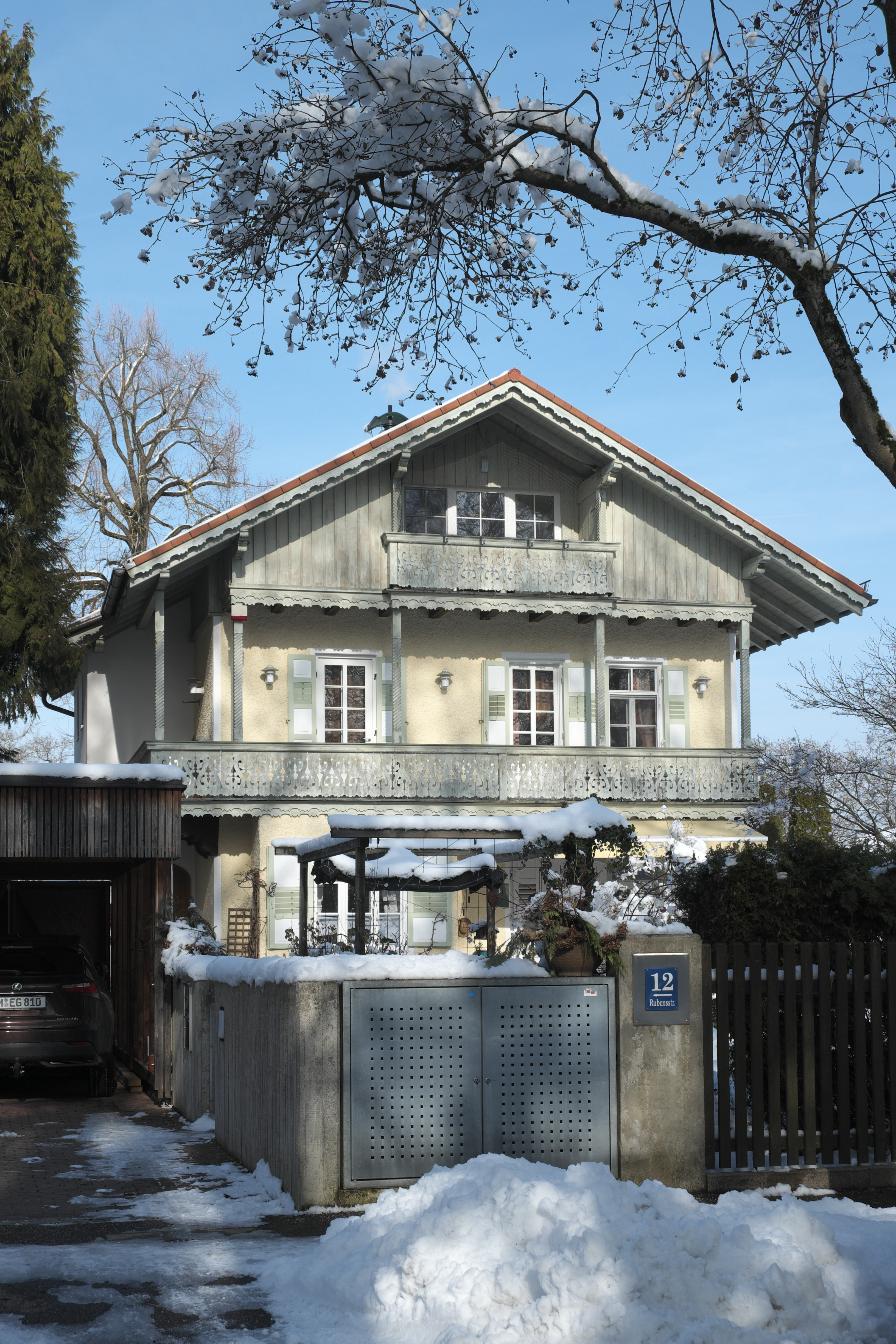
Haus Rubensstraße 12 in Obermenzing

Das Wohnhaus Rubensstraße 12 im Stadtteil Obermenzing der bayerischen Landeshauptstadt München wurde um 1900 errichtet. Die Villa an der Rubensstraße, die zur Villenkolonie Pasing II gehört, ist ein geschütztes Baudenkmal.
Die Villa im Landhausstil wurde vom Büro August Exter entworfen. Das Haus entspricht einem Typus im alpenländischen Stil mit holzverschaltem Giebel und Holzbalkonen.